# Heather Graham
Heather Joan Graham (Milwaukee, 29 de janeiro de 1970) é uma atriz norte-americana. Ela é mais conhecida pelos seus papéis como Jade em The Hangover, 
Mercedes Lane em License to Drive e Annie Matthews em Sidewalks of New York.

## Biografia
Heather Graham nasceu em Milwaukee, Wisconsin, a mais velha de duas filhas. Sua família tem "três quartos" de ascendência irlandesa; a família de seu pai seria originária do Condado de Cork. Sua irmã mais nova, Aimee Graham, também é atriz e roteirista, enquanto sua mãe, Joan (nascida Bransfield), é professora e autora de livros infantis. Seu pai, James Graham, é um agente aposentado do FBI. As duas irmãs tiveram uma educação católica tradicional. Sua família se mudou para diversos locais antes de se fixar em Agoura Hills, na Califórnia, quando Heather tinha nove anos. Começou a atuar numa produção escolar do Mágico de Oz. Após o ensino superior, Graham se matriculou na Universidade da Califórnia em Los Angeles (UCLA), onde estudou Inglês por dois anos. Lá, conheceu o ator James Woods, com quem teve um envolvimento amoroso durante o período, e com quem atuou no filme Diggstown. Após dois anos na universidade, Heather abandonou os estudos para se dedicar à carreira.

### Vida profissional
Sua primeira aparição no cinema foi uma participação não-creditada em Mrs. Soffel (1984). Sua segunda participação foi no filme Student Exchange, feito especialmente para a televisão. Em 1986 apareceu numa edição especial do game show Scrabble, da NBC. A partir de então apareceu em diversos comerciais para a televisão, e na sitcom Growing Pains, em 1987. Na comédia adolescente License to Drive, de 1988, teve como colegas de elenco Corey Haim e Corey Feldman. Seus pais rígidos, no entanto, proibiram sua participação na comédia de humor ácido Heathers, que tinha um roteiro repleto de palavrões.

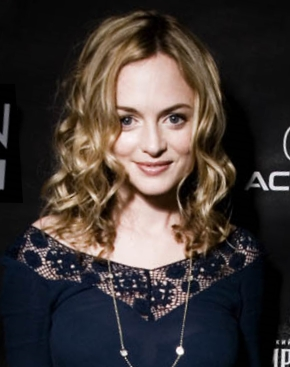
Graham em junho de 2007

Graham foi escalada para diversos papéis como atriz coadjuvante, incluindo a personagem Nadine no filme Drugstore Cowboy, de 1989. Dois anos mais tarde, apareceu na série de TV Twin Peaks, como Annie Blackburn, o interesse amoroso de Dale Cooper durante a segunda temporada. Muitos espectadores se familiarizaram com a atriz por estes dois papéis. A atriz apareceu então num papel breve, porém importante, no sucesso Swingers, de 1997. Seu papel de destaque foi, no entanto, o de "Roller Girl", estrela de filmes pornográficos de Boogie Nights, do mesmo ano, no qual aparece em cenas de nu frontal, e pelo qual recebeu diversas indicações a vários prêmios. Integrou dois elencos que receberam indicações ao Screen Actors Guild Awards por 'performance de destaque de elenco (Boogie Nights e Bobby).
Seu primeiro papel de protagonista foi Felicity Shagwell, no filme Austin Powers: The Spy Who Shagged Me, de 1999. No mesmo ano também apareceu no videoclipe da versão de Lenny Kravitz da canção "American Woman", e no filme Bowfinger.
Além de papéis em filmes mainstream, como Mary Kelly no filme From Hell, de 2001, baseado na história de Jack, o Estripador, e Judy Robinson no filme Lost In Space (Perdidos no Espaço), de 1998, Graham também fez parte do elenco de diversos filmes independentes, alguns dos quais, como Bobby, lhe renderam elogios das críticas. Também atuou no suspense erótico Killing Me Softly.
Graham interpretou a si própria num episódio da série de televisão Sex and the City. Em 2003 apareceu na comédia Anger Management. Foi convidada especial em nove episódios da série Scrubs, da NBC, durante a sua quarta temporada (2004-2005), e interpretou a professora de Ética de George Michael Bluth num episódio da série Arrested Development, da Fox. Em 2005 Graham se tornou porta-voz e modelo para a Garnier, fabricante de produtos de beleza para o cabelo, e posou para um anúncio publicitário da vodka Skyy e para um ensaio do fotógrafo Sam Jones, no qual apareceu com um mágico que a levitava no ar e cortava-a ao meio. Em 2003 Graham apareceu na capa da revista Time, para um artigo chamado "The Science of Meditation" no qual ela revelava praticar meditação transcendental desde 1991. Em 2001 Graham foi nomeada uma das "50 pessoas mais bonitas" pela People Magazine.
Dublou a voz da personagem Antonia Bayle no role-playing game EverQuest 2.
Graham estrelou na série de comédia Emily's Reasons Why Not, da ABC, em 2006. A emissora, no entanto, cancelou o programa após sua primeira exibição, em 9 de janeiro de 2006. Graham havia posado para uma reportagem de capa da Life Magazine, que havia sido impressa semanas antes, referindo-se a ela como "a estrela mais sexy da TV"; a matéria acabou sendo publicada na edição de 27 de janeiro de 2006.
Em 2009 interpretou a stripper Jade no filme The Hangover, grande sucesso de público daquele ano. Seu próximo filme será a comédia familiar Judy Moody and the Not Bummer Summer.

### Vida pessoal
Graham é representante pública da Children International. Também apoiou a campanha Global Cool, relacionada às mudanças climáticas, em 2007.

## Filmografia
| Cinema e televisão | Cinema e televisão                         | Cinema e televisão                      | Cinema e televisão      |
| Ano                | Filme                                      | Papel                                   | Notas                   |
| ------------------ | ------------------------------------------ | --------------------------------------- | ----------------------- |
| 1984               | Mrs. Soffel                                | Factory Girl (não-creditada)            |                         |
| 1987               | Student Exchange                           | Dorrie Ryder                            |                         |
| 1988               | License to Drive                           | Mercedes Lane                           |                         |
| 1988               | Twins                                      | Young Mary Ann Benedict (não-creditada) |                         |
| 1989               | Drugstore Cowboy                           | Nadine                                  |                         |
| 1990               | I Love You to Death                        | Bridget                                 |                         |
| 1991               | Guilty as Charged                          | Kimberly                                |                         |
| 1991               | Shout                                      | Sara Benedict                           |                         |
| 1991               | Twin Peaks                                 | Annie Blackburn                         | Série de TV             |
| 1992               | Twin Peaks: Fire Walk with Me              | Annie Blackburn                         |                         |
| 1992               | O Pioneers!                                | Jovem Alexandra Bergson                 |                         |
| 1992               | Diggstown                                  | Emily Forrester                         |                         |
| 1993               | The Ballad of Little Jo                    | Mary Addie                              |                         |
| 1993               | Even Cowgirls Get the Blues                | Cowgirl Heather                         |                         |
| 1993               | Six Degrees of Separation                  | Elizabeth                               |                         |
| 1994               | Desert Winds                               | Jackie                                  |                         |
| 1994               | Mrs. Parker and the Vicious Circle         | Mary Kennedy Taylor                     |                         |
| 1994               | Don't Do It                                | Suzanna                                 |                         |
| 1995               | Toughguy                                   | Olive                                   |                         |
| 1995               | Let It Be Me                               | Vendedora de perfumaria                 |                         |
| 1996               | Kiss & Tell                                | Susan Pretsel                           |                         |
| 1996               | Swingers                                   | Lorraine                                |                         |
| 1996               | Entertaining Angels: The Dorothy Day Story | Maggie Bowen                            |                         |
| 1997               | Nowhere                                    | Lilith                                  |                         |
| 1997               | Two Girls and a Guy                        | Carla Bennett                           |                         |
| 1997               | Boogie Nights                              | Brandy 'Rollergirl'                     |                         |
| 1997               | Scream 2                                   | 'Stab' Casey                            |                         |
| 1998               | Lost in Space                              | Dr. Judy Robinson                       |                         |
| 1999               | Austin Powers: The Spy Who Shagged Me      | Felicity Shagwell                       |                         |
| 1999               | Bowfinger                                  | Daisy                                   |                         |
| 2000               | Committed                                  | Joline                                  |                         |
| 2001               | Say It Isn't So                            | Josephine Wingfield                     |                         |
| 2001               | Sidewalks of New York                      | Annie Matthews                          |                         |
| 2001               | From Hell                                  | Mary Kelly                              |                         |
| 2002               | Alien Love Triangle                        | Elizabeth                               |                         |
| 2002               | Killing Me Softly                          | Alice                                   |                         |
| 2002               | The Guru                                   | Sharonna                                |                         |
| 2003               | Anger Management                           | Kendra (não-creditada)                  |                         |
| 2003               | Hope Springs                               | Mandy                                   |                         |
| 2004               | Blessed                                    | Samantha Howard                         |                         |
| 2004               | Arrested Development                       | Beth Baerly                             | Série de TV             |
| 2004               | Scrubs                                     | Molly Clock                             | 9 episódios (2004-2005) |
| 2005               | Cake                                       | Pippa McGee                             |                         |
| 2005               | Mary                                       | Elizabeth Younger                       |                         |
| 2006               | The Oh in Ohio                             | Justine, Sex Shop Clerk (não-creditada) |                         |
| 2006               | Bobby                                      | Angela                                  |                         |
| 2007               | Gray Matters                               | Gray Baldwin                            |                         |
| 2007               | Broken                                     | Hope                                    |                         |
| 2007               | Adrift in Manhattan                        | Rose Phipps                             |                         |
| 2008               | Have Dreams, Will Travel                   | Tia de Cassie                           |                         |
| 2008               | Miss Conception                            | Georgina Salt                           |                         |
| 2009               | Baby on Board                              | Angela                                  |                         |
| 2009               | ExTerminators                              | Alex                                    |                         |
| 2009               | The Hangover                               | Jade                                    |                         |
| 2009               | Boogie Woogie                              | Beth Freemantle                         |                         |
| 2009               | Father of Invention                        |                                         |                         |
| 2011               | Scream 4                                   | 'Stab' Casey                            | Participação especial   |
| 2011               | 5 Days of War                              | Miriam                                  |                         |
| 2011               | Portlandia                                 | Ela mesma                               | Participação especial   |
| 2011               | Judy Moody and the Not Bummer Summer       | Tia Opal                                |                         |
| 2011               | Son of Morning                             | Josephine Tuttle                        |                         |
| 2011               | The Flying Machine                         | Georgie                                 |                         |
| 2012               | About Cherry                               | Margaret                                |                         |
| 2012               | At Any Price                               | Meredith Crown                          |                         |
| 2013               | Compulsion                                 | Amy                                     |                         |
| 2013               | The Hangover Part III                      | Jade                                    |                         |
| 2013               | Behaving Badly                             | Annette Stratton-Osborne                |                         |
| 2013               | Horns                                      | Veronica                                |                         |
| 2014               | Goodbye to All That                        | Stephanie                               |                         |
| 2014               | Behaving Badly                             | Annette Stratton-Osborne                |                         |
| 2016               | Norm of the North                          | Vera (voz)                              |                         |
| 2016               | My Dead Boyfriend                          | Mary                                    |                         |
| 2018               | Half Magic                                 | Honey                                   |                         |
| 2019               | The Rest of Us                             | Cami                                    |                         |
| 2020               | Desperados                                 | Angel de la Paz                         |                         |
| 2020               | Love, Guaranteed                           | Tamara Taylor                           |                         |
| 2020               | Wander                                     | Shelly Luscomb                          |                         |
| 2021               | The Last Son                               | Anna                                    |                         |
| 2023               | On a Wing and a Prayer                     | Terri White                             |                         |
| 2023               | Suitable Flesh                             | Elizabeth Derby                         |                         |
| 2023               | The Other Zoey                             | Paula                                   |                         |
| 2023               | Oracle                                     |                                         |                         |